# Desa Lebaksiuh (administrativ by i Indonesien, lat -6,85, long 108,17)
Desa Lebaksiuh är en administrativ by i Indonesien.   Den ligger i provinsen Jawa Barat, i den västra delen av landet, 160 km öster om huvudstaden Jakarta.